# The Kids Are All Fight
«The Kids Are All Fight» (укр. «Дітки борються») — дев'ятнадцята серія двадцять шостого сезону мультсеріалу «Сімпсони», прем'єра якої відбулась 26 квітня 2015 року у США на телеканалі «Fox».

## Сюжет
Гомер у новому костюмі відправляється до таверни Мо, але коли він намагається заплатити за пиво, то виявляє, що в його кишені є багато старих речей. Серед цього є старий рулон фотоплівки. Мо говорить Гомеру, що в його барі освітлення майже, як у лабораторії, а склад пива «Кнур» легко може проявити фото.
Коли вся сім'я Сімпсонів приходить по фото, вони усвідомлюють, чому плівку відкладали проявляти: на ній було повно фотографій малих Барта і Ліси, які билися між собою. Дітям стає цікаво, як вони, зрештою, перестали весь час битися, і Мардж розповідає їм історію, яка веде до подорожі у спогади…
Події відбуваються шість років, коли Барту було 4 роки, а Лісі — 2. Вони пішли до бібліотеки, щоб відвідати сеанс розповіді, але через бійку одне з одним їх вигнали звідти. Пізніше Мардж настільки розчаровується дітьми, що у неї починаються кошмари, і вони вирішують відвести їх до психолога, який каже батькам, що одна дитина — розумна і добра (Ліса), а інша — дурна і зла (Барт).
Коли сім'я повернулась додому, Нед Фландерс вирішує їм допомогти. Він запрошує Гомера і Мардж на перекус без дітей, яких няньчитиме бабуся Фландерс.
У будинку Фландерсів бабуся, шокована поведінкою малих Сімпсонів, здається, помирає. Без нагляду Барт і Ліса намагаються повернутися додому, але двері їхнього дому зачинені. Вони чують вантажівку з морозивом, Барт бере свій триколісний велосипед, а Ліса — машинку на педалях і вирушають за звуком, але губляться у Спрінґфілді.
Пізніше, після перекусу, Нед виявляє, що бабуся Фландерс без свідомості, а діти Сімпсонів втекли, що викликало відчай Гомера і Мардж. Тим часом У місті Барт заходить у провулок, де знаходить Кірні, Дольфа і Джимбо. Забіяки хапають його за триколісний велосипед, однак приїжджає Ліса і починає плакати, тож Сімпсонів вирішують залишити їх у спокої. У цей момент Барт розуміє, що Ліса була кмітливою, і вони складають хорошу команду. Згодом вони йдуть до будинку престарілих, де дідусь Сімпсон опікується ними (хоча недбало).
Гомер і Мардж відчайдушно намагаються знайти дітей, і вони врешті-решт знаходять їх на вершині Спрінґфілдського вогнища шин. Гомер намагається зігнути дерево, щоб врятувати їх, але гілка, яку він тримав, зривається, катапулюючи дітей назад у будинок Сімпсонів у ліжко-клоун Барта, яке розвалюється. Барт чує звук чергової вантажівки з морозивом, але Ліса стримує його.
Повертаючись до сьогодення, Мардж розповідає, що з того дня вони всі порозумілись, через що згодом їм вдалося завести Меґґі.
У фінальній сцені у таверні Мо Гомер розповідає, що насправді 6 років тому бабуся Фландерс не померла, коли няньчила Сімпсонів, однак Барта і Лісу це вже не цікавить. Через змогу подружити дітей Мо називає Гомера «батьком року».

## Цікаві факти і культурні відсилання
- Назва серії — відсилання до комедії 2010 року «The Kids Are All Right» (укр. «Дітки в порядку»), до якої також відсилалась назва 6 серії 25 сезону мультсеріалу «The Kid Is All Right»
  - Під час перегляду фотографій звучить також співзвучна з назвою пісня «The Kids Are Allright» групи The Who.
- Коли Мо пропонує Мардж «матові» фотографії, він просто ставить на них підпис «Matt» такий же, який автор серіалу Метт Ґрюйнінг ставить підписи на всю продукцію «Сімпсонів».
- Бабуся Фландерс і ліжко-клоун, якого боїться Барт — відсилання до іншого флешбеку «Сімпсонів» — 10 серії 4 сезону, «Lisa's First Word»

## Виробництво
У квітні 2015 року як промо зображення серії був представлений кадр, що з'явився у сцені на дивані серії «Dogtown» 28 сезону. Згодом виконавчий продюсер Ел Джін повідомив, що для цієї серії ця сцена на дивані була надто короткою, тому її було замінено інакшою версією сцени на дивані «Гра в життя» із серії 25 сезону «Pay Pal».

## Ставлення критиків і глядачів
Під час прем'єри серію переглянули 3,33 млн осіб з рейтингом 1.5, що зробило її найпопулярнішим шоу на каналі «Fox» тієї ночі.
Денніс Перкінс з «The A.V. Club» дав серії оцінку B- сказавши, що «попри всі різноманітні комічні та сатиричні прийоми, які використовувались, Барт і Ліса все ще можуть бути ефективними як персонажі, коли шоу нагадує нам, що вони все ще просто діти».
Згідно з голосуванням на сайті The NoHomers Club більшість фанатів оцінили серію на 4/5 із середньою оцінкою 3,42/5.